# Matthijs Verhofstadt

Het orgel van de Sint-Maartenskerk te Zaltbommel

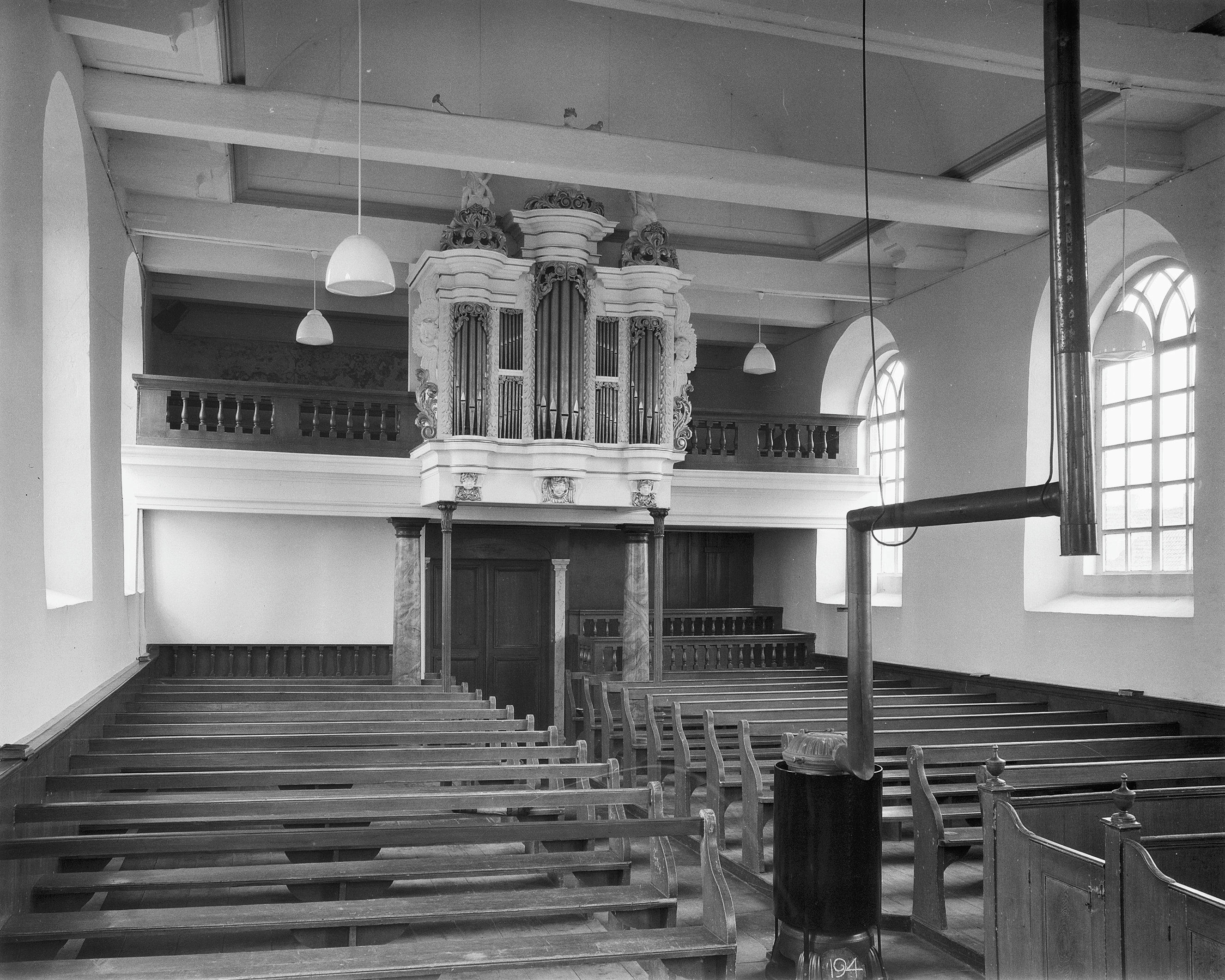
Orgel van de Hervormde kerk (Donkerbroek), door Verhofstadt gebouwd in 1709 en afkomstig uit Jutphaas

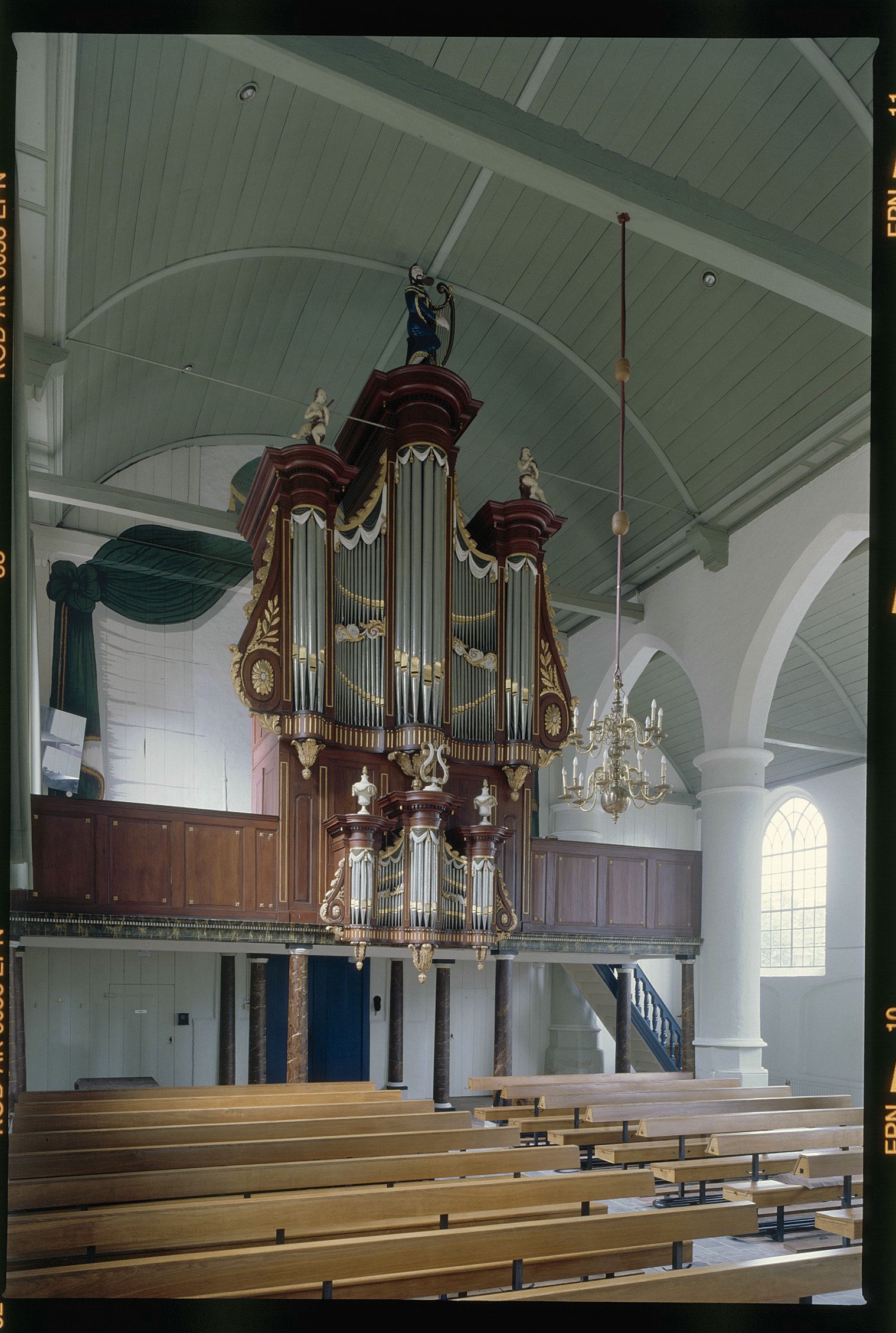
Orgel van de Martinuskerk ('s Gravenmoer), door Verhofstadt gebouwd in 1715 en door Cornelis van Oeckelen grondig verbouwd in 1821

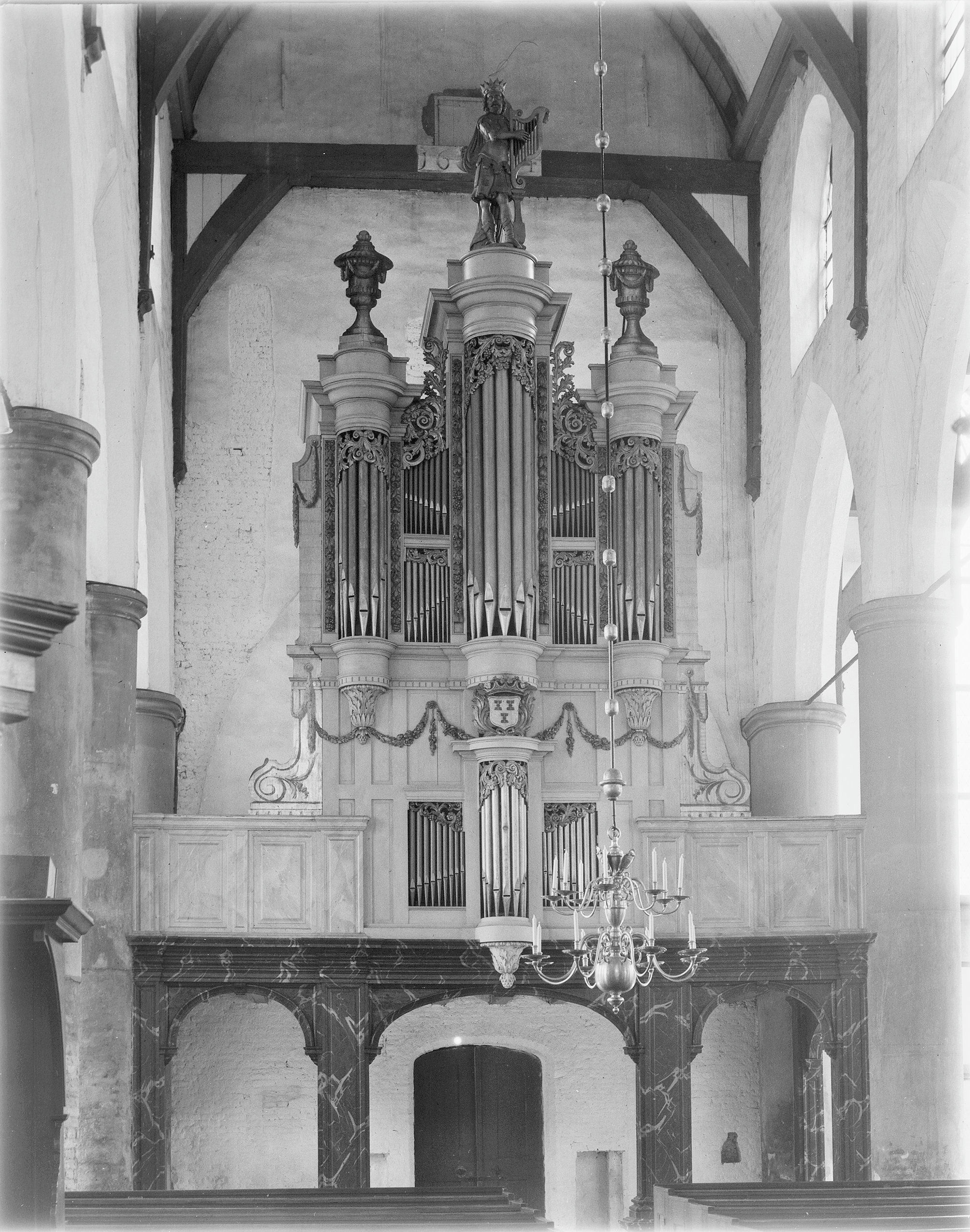
Hoofdorgel van de Grote of Sint-Barbarakerk (Culemborg), door Verhofstadt gebouwd in 1719

Matthijs Verhofstadt (Gemert, 14 augustus 1677 – aldaar, 6 april 1731) was een Nederlands orgelbouwer.

## Persoonlijk
Matthijs was het dertiende kind van Peregrinus Verhofstadt (Veghel, 1629 - Gemert, 1699) en Elisabeth Strijbosch (Gemert, 1635 - Veghel, 1701). Zijn vader van Matthijs bezat een brouwerij en was vele jaren president van de schepenbank. Zijn broers en zusters kozen voor een leven als geestelijke.
In 1701 stierf zijn moeder. Ze werd begraven in de Sint-Lambertuskerk van Veghel, waar Thomas Verhofstadt pastoor was. Matthijs erfde vervolgens een klein huisje, maar in 1714 kocht hij het Hofgoed, wat een aanzienlijk pand was. Hier ging hij wonen in 1718.
Op 17 mei 1722 trouwde Verhofstadt met Anna Bijnen uit Valkenswaard, die de dochter was van een welgesteld valkenier. In 1725 kregen ze een zoon, Peregrinus geheten.
Matthijs Verhofstadt was enkele jaren borgemeester van Gemert. In 1729, kort voor zijn overlijden, werd hij tot schepen benoemd.

## Orgelbouwer
Het is niet volledig bekend wie zijn leermeesters waren. Wel waren er in Gemert enkele orgelbouwers actief, onder wie Jan van Dijck. Hoewel zijn werk Hollandse stijlkenmerken toont, is hij waarschijnlijk in de leer geweest in Westfalen of Rijnland.
Matthijs Verhofstadt heeft voornamelijk orgels in Noord-Nederland gebouwd. In het tegenwoordige Noord-Brabant was er bij de hervormden geen geld voor, en de katholieken in de Meierij van 's-Hertogenbosch waren op schuurkerken aangewezen. Een van de broers van Matthijs was echter pastoor in Jutphaas en een andere, die eveneens priester was, had contacten met de Oud-Katholieken.
Tot zijn leerlingen behoren Matthijs van Deventer, Matthijs de Crane uit Culemborg, en mogelijk Theodorus Schiffer en Theodorus Mons uit Gemert.

## Werken
- Het oudste werk van Verhofstadt dateert van 1706 en betreft een wijziging van het orgel van de Sint-Maartenskerk te Tiel. Het orgel ging in mei 1940 verloren bij een bombardement.
- Orgel voor de Rooms-katholieke kerk te Jutphaas, vermoedelijk uit 1709, tegenwoordig in de Hervormde kerk te Donkerbroek
- Orgel voor de Hervormde kerk te 's-Gravenmoer, uit 1715, verbouwd door Cornelis van Oeckelen in 1821
- Orgel voor de Hervormde kerk te Schoorl, uit 1716
- Wijziging van het orgel uit 1663 van de Grote kerk te Edam, uitgevoerd in 1716
- Orgel voor de Lutherse kerk te Utrecht, 1716-1717, staat sinds 1885 in de dorpskerk te IJsselmuiden.
- Orgel voor de Kleine kerk te Edam uit 1718, tegenwoordig aanwezig in de Doopsgezinde vermaning te Westzaan
- Orgel voor de Grote of Sint-Barbarakerk te Culemborg uit 1719, nog aanwezig
- Orgel voor de Oud-Katholieke Paradijskerk te Rotterdam, nog aanwezig
- Orgel voor de Sint-Maartenskerk te Zaltbommel
- Orgel voor de Broerenkerk te Nijmegen, pas na Matthijs' dood voltooid door Matthijs van Deventer en opgeleverd in 1733
- Het orgel van Escharen, dat vermoedelijk eerst in Veghel heeft gestaan, is waarschijnlijk eveneens van zijn hand.

Adema · Gebroeders Van der Aa · Jacobus Armbrost · Bakker & Timmenga · Johann Bätz · Jonathan Bätz · Joseph Binvignat · Sander Booij · Martin Butter · Van Dam · Matthijs van Deventer · Geert Pieters Dik · Johannes Duyschot · Roelof Barentszn Duyschot · Bernhardt Edskes · Marten Eertman · Gerardus Elberink · Elbertse · Antoon van Elen · Flentrop · Dirk Flentrop · Heinrich Hermann Freytag · Rudolf Garrels · Justus Geerkens · Pieter Geerkens · Gradussen · Albertus van Gruisen · Willem van Gruisen · Nicolaas van Hagen · Willem Hardorff · Hendrik Hermanus Hess · Jan van den Heuvel · Jan Adolf Hillebrand · Albertus Antoni Hinsz · Bernard Petrus van Hirtum · Nicolaas van Hirtum · Cornelis Hoornbeek · Klop Orgels & Klavecimbels · Hermanus Knipscheer · Johan Frederik Kruse · Ernst Leeflang · Lohman · Jan van Loo · Michaël Maarschalkerweerd · Pieter Maarschalkerweerd · Abraham Meere · Roelf Meijer · Michaël Mercator · Carl Friedrich August Naber · Familie Niehoff · Cornelis van Oeckelen · Petrus van Oeckelen · Detlef Onderhorst · Pels & Van Leeuwen · Pereboom & Leijser · Elbert Pluer · Radersma · Joachim Reichner  · Reil · Cornelis Rogier · Mense Ruiter · Conradus Ruprecht II · Hans Wolff Schonat · Franciscus Cornelius Smits · Frans Casper Snitger · Johannes Stephanus Strümphler · Johannes Wilhelmus Timpe · Valckx & Van Kouteren · Kam & Van der Meulen · Henk Veeningen · Matthijs Verhofstadt · Vermeulen · Verschueren · Johannes Vollebregt · Jacobus Vollebregt · Van Vulpen · Christian Gottlieb Friedrich Witte · Johan Frederik Witte · Lodewijk Ypma · Jacobus Zeemans
Zuid-Nederlands orgelbouwer (voor 1830)